# Johann Friedrich Gronovius

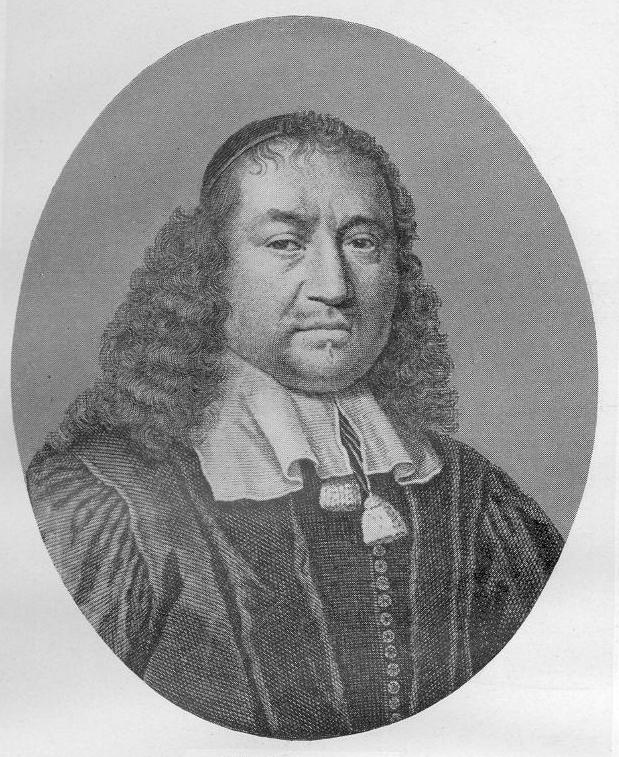
Johann Friedrich Gronovius, gravure uit: Alfred Gudeman, Imagines Philologorum, München 1910

Johann Friedrich of Joannes Fredericus Gronovius (Hamburg, 8 september 1611 – Leiden, 28 december, 1671) was een Duits-Nederlands classicus. Hij was hoogleraar aan de Universiteit Leiden en bibliothecaris van de universiteit.

## Levensloop
Gronovius (de gelatiniseerde vorm van nederduits Gronouw of Van Gronouwe) werd in Hamburg geboren als de zoon van David Gronow, raadsheer van de bisschop van Lübeck, en Margaretha Langermann. Hij kreeg thuis lager onderwijs. In 1626 ging hij naar het gymnasium in Bremen en in 1631 ging hij rechten studeren aan de universiteit van Altdorf bij Neurenberg, waar hij zich ook in de filologie verdiepte. In 1633 keerde hij terug naar Bremen en maakte hij in Hamburg kennis met Hugo de Groot, die hem aanraadde naar Holland te gaan.
In 1634 reisde hij naar Groningen, waar hij korte tijd verbleef, en ging hij aansluitend naar Den Haag, waar hij huisleraar in de koninklijke familie zou worden, wat wegens Gronovius’ Rooms-katholieke wortels echter niet doorging. Hij kreeg echter in oktober 1634 een betrekking als huisleraar bij de familie Pauw, eerst in Amsterdam en in 1637 in Den Haag. Hij leerde de humanisten uit Leiden kennen en sloot een vriendschap voor het leven met Nicolaas Heinsius. In 1637 gaf hij het leraarschap op om zich geheel aan de studie te wijden. Hij reisde naar Engeland in de hoop daar handschriften te mogen inzien in onder andere de Bodleian Library. Toen dat niet lukte, ging hij naar Parijs, waar hij wel vrijelijk handschriften mocht bestuderen. Begin 1640 trok hij naar Angers, waar hij op 28 februari 1640 promoveerde tot doctor in de rechtswetenschap. Vervolgens reisde hij door Frankrijk en Italië langs allerlei bibliotheken.
In januari 1642 kwam hij naar Deventer, waar hij aan het Athenaeum Illustre tot hoogleraar welsprekendheid en geschiedenis werd benoemd. Hij trouwde op 15 januari 1643 met de 22-jarige Aleida Ten Nuyl (1619-1656; ook wel gelatiniseerd Tennulius), met wie hij zeven kinderen kreeg, onder wie de latere filoloog Jacobus Gronovius. In 1658 werd hij in Leiden benoemd tot hoogleraar Griekse taal en geschiedenis als opvolger van Daniël Heinsius. In de jaren 1665 – 1671 was hij tevens bibliothecaris van de universiteitsbibliotheek.
Nadat zijn eerste vrouw in 1656 was overleden, hertrouwde hij op 18 december 1659 in Gorssel met Katharina Glagow. Hun huwelijk bleef kinderloos. In november 1671 werd hij zwaar ziek. Hij overleed een maand later, naar verluidt na het uitspreken van de laatste woorden: ‘Godt sal het maecken.’

## Werken
Gronovius was een van de meest vooraanstaande filologen van zijn tijd. De vele aantekeningen die hij tijdens zijn reizen vergaard had, verwerkte hij tijdens zijn professoraten in vele edities van klassieke schrijvers. Afgezien van een editie van Hesychius (1668), richtte hij zich echter uitsluitend op de Latijnse auteurs, hoewel hij hoogleraar Grieks was. Hierdoor was hij mede verantwoordelijk voor de achteruitgang van de aandacht voor het Grieks in Nederland. Door zijn brede kennis en scherpe inzicht heeft hij echter een belangrijke bijdrage geleverd aan de verbetering van Latijnse teksten, voornamelijk die van prozaschrijvers. Met een enorme werkkracht maakte hij edities van Seneca de Oudere (1649), Livius (1654), Seneca de Jongere (1661), Plautus (1664), Plinius de Oudere (1668-1669), Tacitus (1672) en Gellius (postuum 1687). Daarnaast publiceerde hij nog een groot aantal losse aantekeningen in zijn Observationes (1639, 2e vermeerderde druk 1662). Verder heeft Gronovius zich met de numismatiek beziggehouden, waaraan hij twee boeken wijdde (Commentarius de sestertiis, 1643 en De sestertiis, 1656).